# Rosa ludingensis
Rosa ludingensis — вид рослин з родини трояндових (Rosaceae); ендемік Китаю.

## Опис
Кущ дрібний. Гілки червоно-коричневі, міцні, голі. Гілочки циліндричні, злегка зігнуті, зазвичай голі; колючки вигнуті, плоскі, надуті біля основи. Листки включно з ніжками 9–17 см; прилистки здебільшого прилягають до ніжки, знизу й на краю залозисто-запушені, вільні частини трикутні, по краю залозисто-запушені, верхівка загострена; остови й ніжки майже голі або мало-запушені, густо залозисто-запушені; листочків зазвичай 7, знизу блідо-зелені, майже голі й залозисто-запушені, зверху глибоко-зелені, майже голі, еліптичні або яйцюваті, 3–6 × 1.5–3 см, основа округла, край подвійно пилчастий, верхівка гостра або коротко хвостата. Квітки численні, 1.8–3.2 см у діаметрі, у щиткоподібній волоті. Чашолистків 5, яйцювато-ланцетні, 8–10 мм. Пелюсток 5, білі, широко зворотно-яйцюваті, основа клиноподібна, верхівка округло-тупа.

## Поширення
Ендемік Китаю: Сичуань. Зростає на висотах ≈ 1500 метрів.